# 乐德木单抗
乐德木单抗（INN：lerdelimumab；开发代号：CAT-152）是一种人单克隆抗体，也是一种针对转化生长因子β2的免疫抑制剂。
该药物的开发是为了减少青光眼引流手术后的疤痕。由于该病症的试验结果不成功，开发于2005年底停止。